# Novo Texas

A bandeira oficial dos Estados Confederados da América em 1865.

Novo Texas (em inglês: New Texas) foi uma colônia estabelecida no estado de São Paulo, Brasil, por antigos Confederados após a sua rendição em resultado da Guerra Civil Americana. O diretor da colônia Novo Texas era Frank McMullen.

## Antecedentes
Após o fim da Guerra Civil Americana, muitos antigos confederados desejavam fugir dos Estados Unidos da América reunificados. Este desejo deveu-se ao ressentimento e à percepção da opressão do governo federal, bem como à convicção de que as condições econômicas e políticas do Sul demorariam a melhorar durante a era da Reconstrução. Alguns optaram por fugir para outro país na esperança de preservar o seu antigo modo de vida, incluindo a escravatura, mas como a imigração era uma ação dispendiosa, nem todos puderam participar. Para além disso, vários oficiais confederados (incluindo o General Robert E. Lee) desencorajaram os indivíduos a abandonar o país. Um destino popular para estes cidadãos deslocados foi o Brasil, devido ao fato de a escravatura ainda ser legal, o que resultou na emigração de cerca de 20 mil pessoas do Sul.

## Colonização inicial
Em 1865, Frank McMullen partiu para o Brasil com 154 antigos cidadãos da Confederação na esperança de fundar uma colônia de sucesso. Eles esperavam tirar proveito das leis de imigração frouxas do Brasil na época. O imperador do Brasil na época, Dom Pedro II, incentivou ativamente a imigração confederada; houve esforços para fornecer assistência financeira e terras para os sulistas que chegavam. McMullen decidiu começar seu assentamento em um terreno de 50 léguas quadradas na Zona Sul de São Paulo, levando à fundação oficial do Novo Texas.